# Zanzibári leopárd
A zanzibári leopárd (Panthera pardus adersi) a ragadozók (Carnivora) rendjébe és a macskafélék (Felidae) családjába tartozó leopárd (Panthera pardus) alfaja.
Kizárólag a Zanzibár szigetcsoporthoz tartozó Unguja szigetén élt. Alfaji státusza vitatott, de a legutóbbi jégkorszak végén, nagyjából 10 000 évvel ezelőtt bekövetkezett tengerelöntés óta, amely elválasztotta a szigetet az afrikai kontinenstől, biztosan elszigetelten fejlődött az afrikai leopárd (Parthera pardus pardus) populációitól.
Az Unguja szigeten élő leopárdok mára feltehetőleg kihaltak, az 1990-es évek közepe óta nincsenek megerősített észlelések. Pusztulásuk legfőbb oka célzott irtásuk volt. Az ember térhódítása miatt a leopárdok élettere egyre nagyobb átfedésbe került az emberekével. Ez egyre nagyobb konfliktushoz vezetett, ami a leopárdok irtására késztette az embereket. A folyamatot tovább erősítette, hogy leopárdok gyűlölete a helyi hiedelemvilágba is beépült, miszerint a leopárdokat boszorkányok tartják, akik arra használják fel őket, hogy a földműveseknek kárt okozzanak.
Nemrégiben Forrest Gallente, A kihalás szélén (Extinct or Alive) című műsor házigazdája és társai egy vadfigyelő kamerával vélhetően lefilmeztek egy példányt.